# Aphyocharax
Aphyocharax és un gènere de peixos de la família dels caràcids i de l'ordre dels caraciformes.

## Taxonomia
- Aphyocharax agassizii (Steindachner, 1882)[2]
- Aphyocharax alburnus (Günther, 1869)[3]
- Aphyocharax anisitsi (Eigenmann & Kennedy, 1903)[4]
- Aphyocharax colifax (Taphorn & Thomerson, 1991)[5]
- Aphyocharax dentatus (Eigenmann & Kennedy, 1903)[4]
- Aphyocharax gracilis (Folwer, 1940)[6]
- Aphyocharax nattereri (Steindachner, 1882)[2]
- Aphyocharax pusillus (Günther, 1868)[7]
- Aphyocharax rathbuni (Eigenmann, 1907)[8]
- Aphyocharax yekwanae (Willink, Chernoff & Machado-Allison Willink, 2003)[9][10][11][12][13][14][15]